# Női 5000 méteres gyorskorcsolya a 2010. évi téli olimpiai játékokon
A 2010. évi téli olimpiai játékokon a gyorskorcsolya női 5000 méteres versenyszámát február 24-én rendezték Richmondban. Az aranyérmet a cseh Martina Sáblíková nyerte meg. A versenyszámban nem vett részt magyar versenyző.

## Rekordok
A versenyt megelőzően a következő rekord volt érvényben:
| Világrekord     | Martina Sáblíková (CZE) | 6:45,61 | Salt Lake City, Amerikai Egyesült Államok | 2007. március 11. |
| Olimpiai rekord | Claudia Pechstein (GER) | 6:46,91 | Salt Lake City, Amerikai Egyesült Államok | 2002. február 23. |

A versenyen új rekord nem született.

## Végeredmény
Mindegyik versenyző egy futamot teljesített, az időeredmények határozták meg a végső sorrendet. Az időeredmények másodpercben értendők.
| Helyezés | Versenyző              | Nemzet                 | Idő      |
| -------- | ---------------------- | ---------------------- | -------- |
| Arany    | Martina Sáblíková      | Csehország (CZE)       | 6:50,91  |
| Ezüst    | Stephanie Beckert      | Németország (GER)      | 6:51,39  |
| Bronz    | Clara Hughes           | Kanada (CAN)           | 6:55,73  |
| 4.       | Daniela Anschütz-Thoms | Németország (GER)      | 6:58,64  |
| 5.       | Maren Haugli           | Norvégia (NOR)         | 7:02,19  |
| 6.       | Kristina Groves        | Kanada (CAN)           | 7:04,57  |
| 7.       | Hozumi Maszako         | Japán (JPN)            | 7:04,96  |
| 8.       | Jilleanne Rookard      | Egyesült Államok (USA) | 7:07,48  |
| 9.       | Isizava Siho           | Japán (JPN)            | 7:12,23  |
| 10.      | Jorien Voorhuis        | Hollandia (NED)        | 7:13,27  |
| 11.      | Elma de Vries          | Hollandia (NED)        | 7:16,68  |
| 12.      | Cindy Klassen          | Kanada (CAN)           | 7:22,09  |
| 13.      | Szvetlana Viszokova    | Oroszország (RUS)      | 7:23,33  |
| 14.      | Cathrine Grage         | Dánia (DEN)            | 7:23,83  |
| 15.      | Maria Lamb             | Egyesült Államok (USA) | 7:25,15  |
| –        | Katrin Mattscherodt    | Németország (GER)      | kizárták |